# Sainte-Anne (Gwadelupa)
Sainte-Anne – miasto i gmina na Gwadelupie (departamencie zamorskim Francji). Według szacunkowych danych na rok 2013 liczy około 24,5 tys. mieszkańców.